# Szelemen

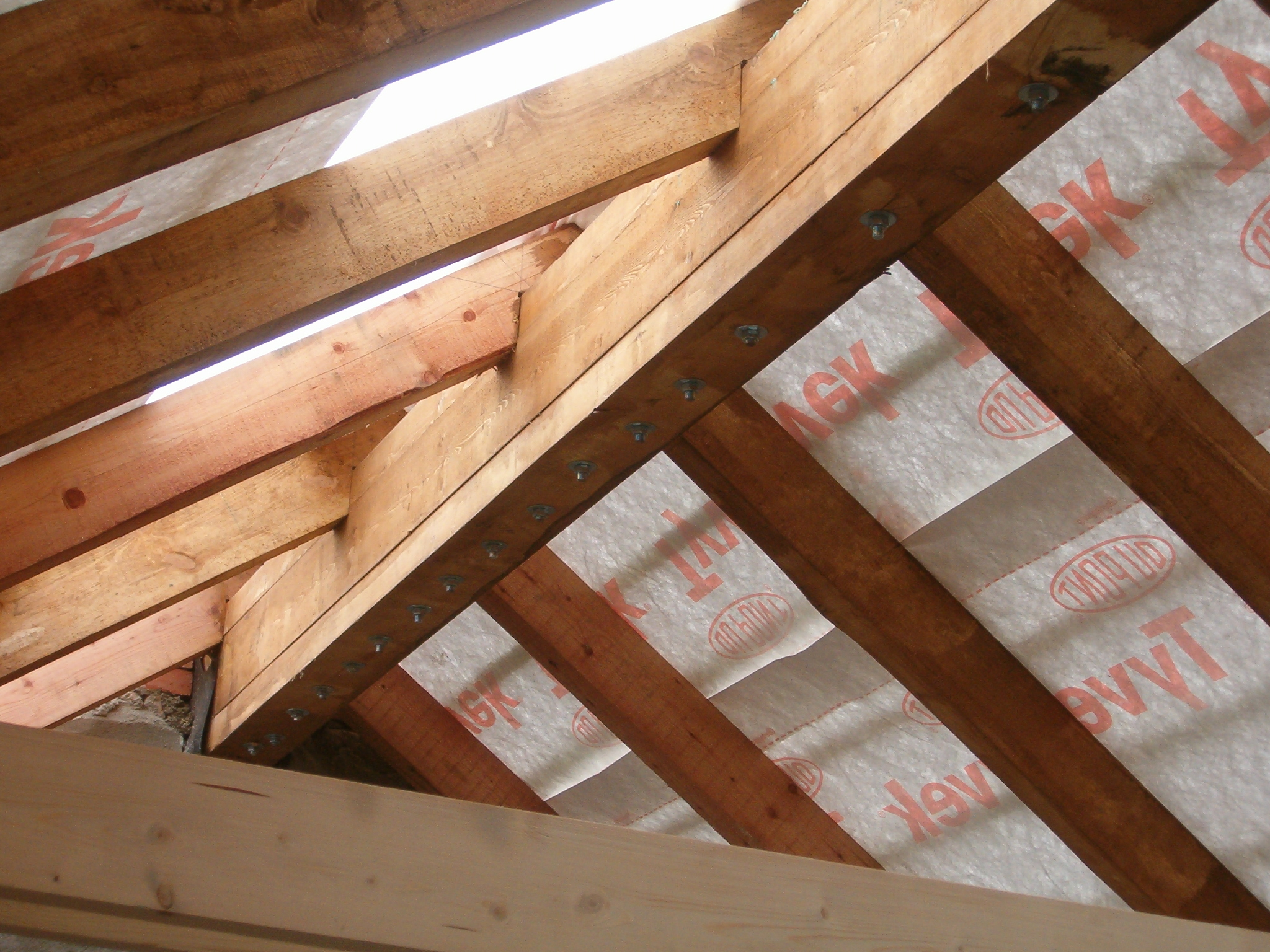
Taréjszelemen fa fedélszerkezetben

A szelemen egy gerenda, amely a tető tartószerkezetének eleme. A tető kialakításától függően a szelemen funkciója lehet a szarufák, vagy a héjazat alátámasztása is. Az olyan tetőt, melynél szelemenek támasztják alá a szarufákat, szelemenes fedélszerkezetnek nevezik. A szarufákat alátámasztó szelemen elhelyezkedhet az eresz közelében, a tetőfelület közbenső szakaszán, vagy a tetőgerinc alatt, melyek megnevezése rendre talpszelemen, közép- vagy derékszelemen, illetve taréjszelemen. A héjazatot alátámasztó szelemenek a tetőfelület mentén végig azonos távolságban helyezkednek el. A szelemeneket legtöbbször vízszintesen építik be, de elhelyezkedhetnek ferdén is, ha azt a tető geometriája szükségessé teszi. A szelemenek anyaga általában fa vagy acél.

## Típusai

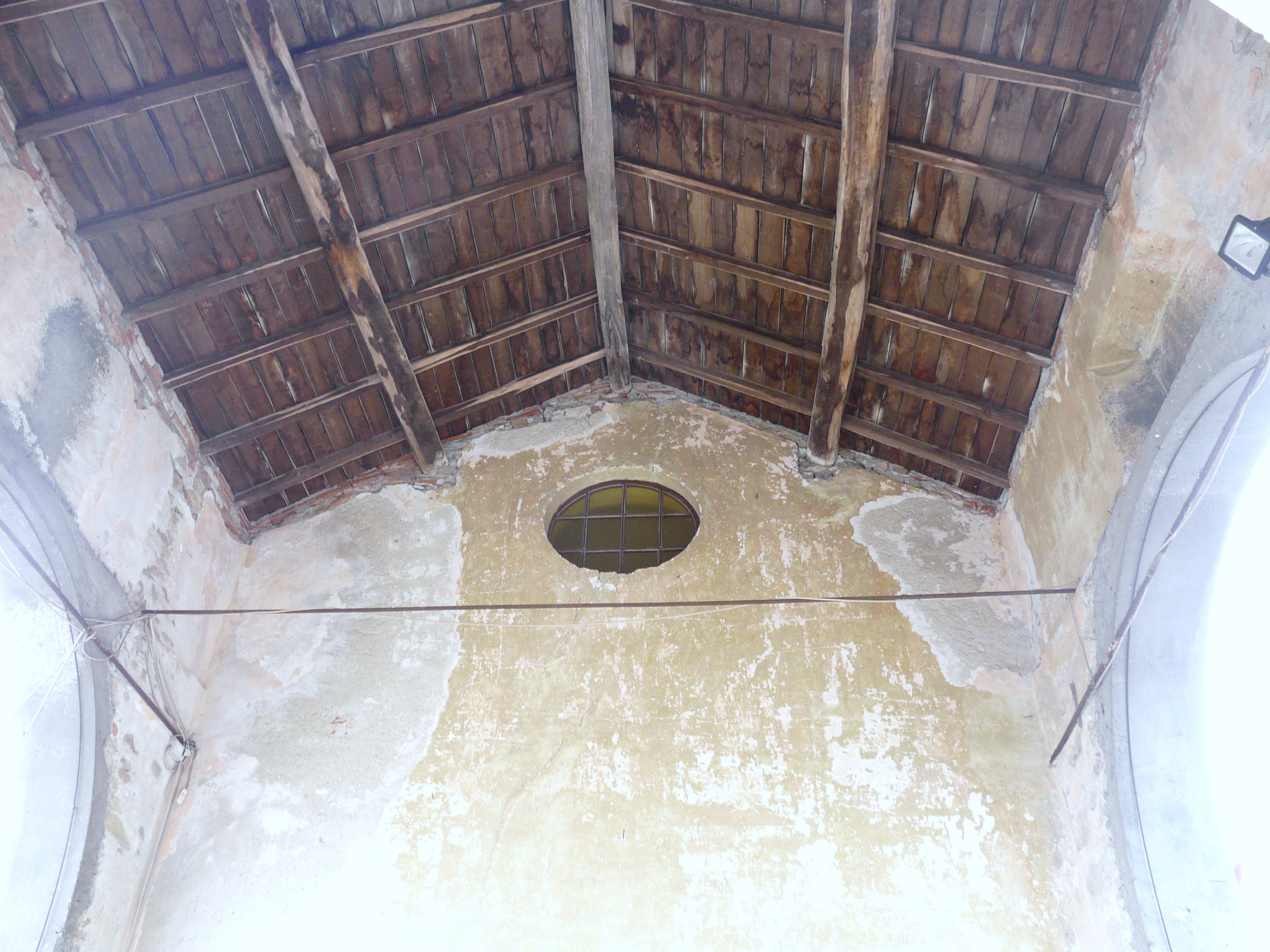
Ereszen felfekvő álló talpszelemen, dőlt elhelyezésű derékszelemenek és álló taréjszelemen Cosseria olasz település San Rocco-kápolnájában

### Szerepe szerint
- Szarufákat gyámolító gerenda.
- Nagyelemes héjazatot (pl.: szendvicspanel, hullámpala stb.) alátámasztó gerenda.

### Elhelyezkedése szerint
- Talpszelemen: a födém koszorúhoz, vagy a térdfal koszorújához tőcsavarokkal fogatják le, kapcsolatot teremt a tető- és az alatta lévő épületszerkezetek között.
- Közép- vagy derékszelemen: a talp és taréjszelemenek közötti gerendázat, amelyet a szaruzat lehajlásának meggátolására vagy a toldási hely alatt alkalmaznak. Nagyobb tetőkben (pl.: templomok, belvárosi házak stb.) egy tetőfelületen több középszelemen is készülhet.
- Taréjszelemen: a tetőgerinc alatt készül. Ha az szerkezeti elem célja a gerincnél a szaruk megvezetése, gyakran csak taréjpallót, vagy taréjdeszkát építenek be.

### Beépítés szerint
- Állószelemen: olyan szelemen, melynek hosszabb oldalai beépítéskor függőlegesen állnak.
- Fekvőszelemen: olyan szelemen, melynek hosszabb oldalai beépítéskor vízszintesen fekszenek.
- Dűltszelemen: olyan szelemen, mely a fenti csoportokba nem sorolható, átlós elhelyezésű.

## Alkalmazása

Néhány különböző szelvényű fémprofil, mely fém fedélszerkezetben szelemenként alkalmazható

Szelemeneket már a népi építészetben is alkalmaztak. Alkalmazása a lakóházakban tájegységfüggő.
Azokban a fedélszerkezetekben, ahol a szelemen feladata a szarufák alátámasztása, a szelement pontonként székoszlopokra vagy vonalmentén a koszorúra ültetik fel. Az oszlopok közti szabad fesztávok csökkentésére olykor könyökfákat vagy hónaljfákat alkalmaznak a szelemenek alátámasztása során. 
A szelemen alkalmas elem arra, hogy a tető hosszirányú merevítésében részt vegyen, mert képes továbbítani a határokat a merevítőrendszerig.

## Etimológiája
A szelemen szó magyar eredetű, előzménye valószínűleg a szelemény (a.m. gerenda).